# Ioan I al Castiliei
Ioan I (n. 24 august 1358, Épila⁠(d), Aragon, Spania – d. 9 octombrie 1390, Alcalá de Henares, Coroana Castiliei) a fost regele Castiliei din 1379 până în 1390. A fost singurul fiul al lui Henric al II-lea al Castiliei și a soției sale, Juana Manuel de Castilia. A fost ultimul monarh spaniol care a primit încoronarea formală.
Prima căsătorie, cu Eleanora de Aragon, din 18 iunie 1375, a produs singurul moștenitor cunoscut. În 1379, Ioan a format un ordin militar de scurtă durată a Ordinului Pigeon.
El l-a răscumpărat pe Leon an V-lea, ultimul rege latin al regatului armean al Ciliciei, de la mameluci și i-a acordat domnia pe viața la Madrid, Villa Real și Andujar, în 1383.
El s-a angajat în ostilități cu Portugalia. Prima ceartă cu portughezii a fost stabilită în 1382 și mai târziu, pe 14 mai 1383, atunci când s-a căsătorit cu Beatrice de Portugalia, fiica regelui Ferdinand I al Portugaliei. La moartea socrului său din 22 octombrie 1383, Ioan a încercat să pună în aplicare pretențiile soției sale la coroana Portugheză. Criza din 1383 - 1385 a fost o perioada de tulburări civile și anarhie în Portugalia. 
De asemenea, el a trebuit să se confrunte cu ostilitatea lui Ioan de Gaunt, primul Duce de Lancaster, care a pretins coroana Castiliei, care îi revenea de drept soției sale, fiica cea mare a lui Petru I al Castiliei. Regele Castiliei a cumpărat cererile concurentului englez prin aranjarea unei căsătorii în 1388, între fiul lui Henric și Caterina, fiica lui Constanța și Ioan de Gaut, ca parte a tratatului ratificat de la Bayonne.
La începutul lui 1383, situația politică în Portugalia era volatilă. Beatrice a fost singurul copil al regelui Ferdinand I al Portugaliei, și moștenitoarea tronului, după moartea fraților ei mai mici, în 1380 și 1382. Căsătoria ei a fost o problemă politică. Ferdinand a aranjat și anulat nunta de mai multe ori. Ioan își pierduse soția, pe Eleanora, cu un an înainte și era fericit să se căsătorească cu moștenitoarea portugheză. Nunta a avut loc la 17 mai, la Catedrala din Badajoz. Beatrice avea doar zece ani.
Regele Ferdinand a murit la scurt timp după aceea, pe 22 octombrie 1383. Conform tratatului dintre Castilia și Portugalia, Regina mamă, Leonor Telles de Menezes, s-a declarat regentă în numele fiicei sale și a cumnatului ei. Declararea regenței a fost primită prost în multe orașe portugheze. Leonor a fost mereu considerată a fi o intrusă trădătoare care intenționa să uzurpe coroana portugheză pentru Castilia și să încheie independența Portugaliei. La rugămintea lui Ioan, atunci când a aflat de decesul socrului său, Leonor a ordonat aclamarea lui Beatrice, deși Ioan nu a recunoscut-o în mod expres ca regentă. Rebeliunea națională condusă de Maestru al Ordinului de Aviz, a dus la o criză care avea să dureze din 1383 până în 1385. 
Ioan a fost ucis la Alcalá, pe 09 octombrie 1390, când a căzut de pe cal în timp ce călărea cu unul dintre cei mai luminați călăreți. Mormântul său este în Capela Monarhilor Noi din Catedrala din Toledo.